# Parafia Świętej Rodziny w Ropczycach
Parafia Świętej Rodziny w Ropczycach – parafia znajdująca się w diecezji rzeszowskiej w dekanacie ropczyckim. 
Parafia erygowana w 2001. Mieści się przy ulicy Słonecznej. Kościół parafialny murowany, zbudowany w latach 1981–1983. Pierwszym proboszczem został dotychczasowy rektor tego kościoła ks. kan. Marian Łopatka, który zmarł 25 kwietnia 2016 roku. Jego następcą został dotychczasowy wikariusz parafii Ropczyce-Fara ks. mgr Piotr Ciuba.

## Proboszczowie
- ks. Marian Łopatka (26.08.2001 – 25.04.2016)
- ks. Piotr Ciuba (od 2016)